# Epicauta tenuilineata
Epicauta tenuilineata är en skalbaggsart som först beskrevs av Horn 1894.  Epicauta tenuilineata ingår i släktet Epicauta och familjen oljebaggar. Inga underarter finns listade i Catalogue of Life.